# Jennifer Robertson
Jennifer Robertson (Vancouver, 17 de novembro de 1971) é uma atriz, escritora e  comediante canadense. Ela é mais conhecida por seu papel de Jocelyn Schitt na sitcom vencedora do prêmio CBC Emmy Schitt's Creek (2015-2020), pelo qual foi indicada para dois Prémios Screen Actors Guild e quatro Canadian Screen Awards.
Robertson apareceu em vários outros projetos, incluindo a série de comédia da CBC This Hour Has 22 Minutes (2003-2004), a série de comédia da CTV, Comedy Inc. (2003-2010), o filme de fantasia Twitches do Disney Channel (2005) e o sitcom adolescente do Family Channel, Wingin' It (2010–2012).

## Biografia
Robertson nasceu no Canadá. Ela é filha do duo canadense Bob Robertson e Linda Cullen do Double Exposure. Criada em Vancouver, Colúmbia Britânica, Robertson tem um irmão, Patrick.

## Vida pessoal
Robertson tem uma filha, de um casamento anterior. Em outubro de 2019, Robertson anunciou seu noivado.

## Filmografia
| Ano  | Título                                    | Papel          | Nota                        |
| ---- | ----------------------------------------- | -------------- | --------------------------- |
| 2004 | To Die 4                                  | Lead           | Telefilme; também escreveu  |
| 2005 | Twitches                                  | Illeana        | Telefilme do Disney Channel |
| 2005 | Knights of the South Bronx                | Responsável #2 | Telefilme                   |
| 2006 | Relative Chaos                            | Lil Gilbert    | Telefilme                   |
| 2012 | Sassy Pants                               | Misty          |                             |
| 2016 | Valentine Ever After                      | Molly          | Telefilme                   |
| 2016 | The Big Crush                             | Donna          | Curta-metragem              |
| 2016 | Holiday Joy                               | Marcie         | Telefilme                   |
| 2017 | Undercover Grandpa                        | Sra. Bouchard  |                             |
| 2021 | Single All the Way                        | Lisa           |                             |
| TBA  | Hello, Goodbye, And Everything In Between | TBA            | Pós-produção                |

| Ano            | Título                        | Papel                      | Nota                                                                     |
| -------------- | ----------------------------- | -------------------------- | ------------------------------------------------------------------------ |
| 1998           | SketchCom                     | Desconhecido               | Episódio: "The Bobroom and Pale by Comparison"; also writer (2 episodes) |
| 2001           | Twice in a Lifetime           | Infomercial Jean           | Episódio: "The Choice"                                                   |
| 2002           | Point Blank                   | Dama da casa               | Episódio: "Knockin' on Heaven's Door"; also writer (1 episode)           |
| 2002           | The Gavin Crawford Show       | Alisson                    | Episódio: "Gavin Crawford show"                                          |
| 2002           | The Holmes Show               | Nenhum                     | Escritora (22 episodes)                                                  |
| 2003           | The Seán Cullen Show          | Betty                      | 6 episódios                                                              |
| 2003–2004      | This Hour Has 22 Minutes      | Ela mesma                  | 6 episódios; escritora (6 episódios)                                     |
| 2003–2010      | Comedy Inc.                   | Vários                     | 42 episódios; escritora (38 episódios)                                   |
| 2007           | Hannah Montana                | Comissária de bordo        | Episódio: "I Want You to Want Me... to Go to Florida"                    |
| 2007           | The 1/2 Hour News Hour        | Jennifer Lange             | 17 episódios                                                             |
| 2008           | Billable Hours                | Repórter #1                | Episódio: "Citizen Clark"                                                |
| 2009           | Howie Do It                   | Ela mesma                  | Episódio #1.5                                                            |
| 2010           | Cra$h & Burn                  | Faith                      | Episódio: "Bond Blame Baptize"                                           |
| 2010           | The Dating Guy                | Tiffany / Golden Lab (voz) | Episódio: "Spanking the Monkey"                                          |
| 2010–2011      | Degrassi: The Next Generation | Cece Goldsworthy           | 3 episódios                                                              |
| 2010–2012      | Wingin' It                    | Angela Montclaire          | 51 episódios                                                             |
| 2011           | Scaredy Squirrel              | Nenhum                     | Escritora (3 episódios)                                                  |
| 2012           | Little Mosque on the Prairie  | Poppy                      | 4 episódios                                                              |
| 2012–2013      | Mr. D                         | Kate                       | 3 episódios                                                              |
| 2013           | Nikita                        | Noticiário #3              | episódios: "With Fire"                                                   |
| 2013           | Saving Hope                   | Becca                      | Episódio: "I Watch Death"                                                |
| 2013–2014      | Canada's Handyman Challenge   | Ela mesma/ Host            | 19 episódios                                                             |
| 2015–2020      | Schitt's Creek                | Jocelyn Schitt             | 63 episódios                                                             |
| 2017           | Disjointed                    | Susan                      | Episódio: "Donna Weed"                                                   |
| 2021- presente | Ginny & Georgia               | Ellen Baker                | Principal (10 episódios)                                                 |

| Ano  | Título                       | Papel            | Nota |
| ---- | ---------------------------- | ---------------- | ---- |
| 2006 | Scarface: The World Is Yours | Voz desconhecida |      |